# Landnutzung

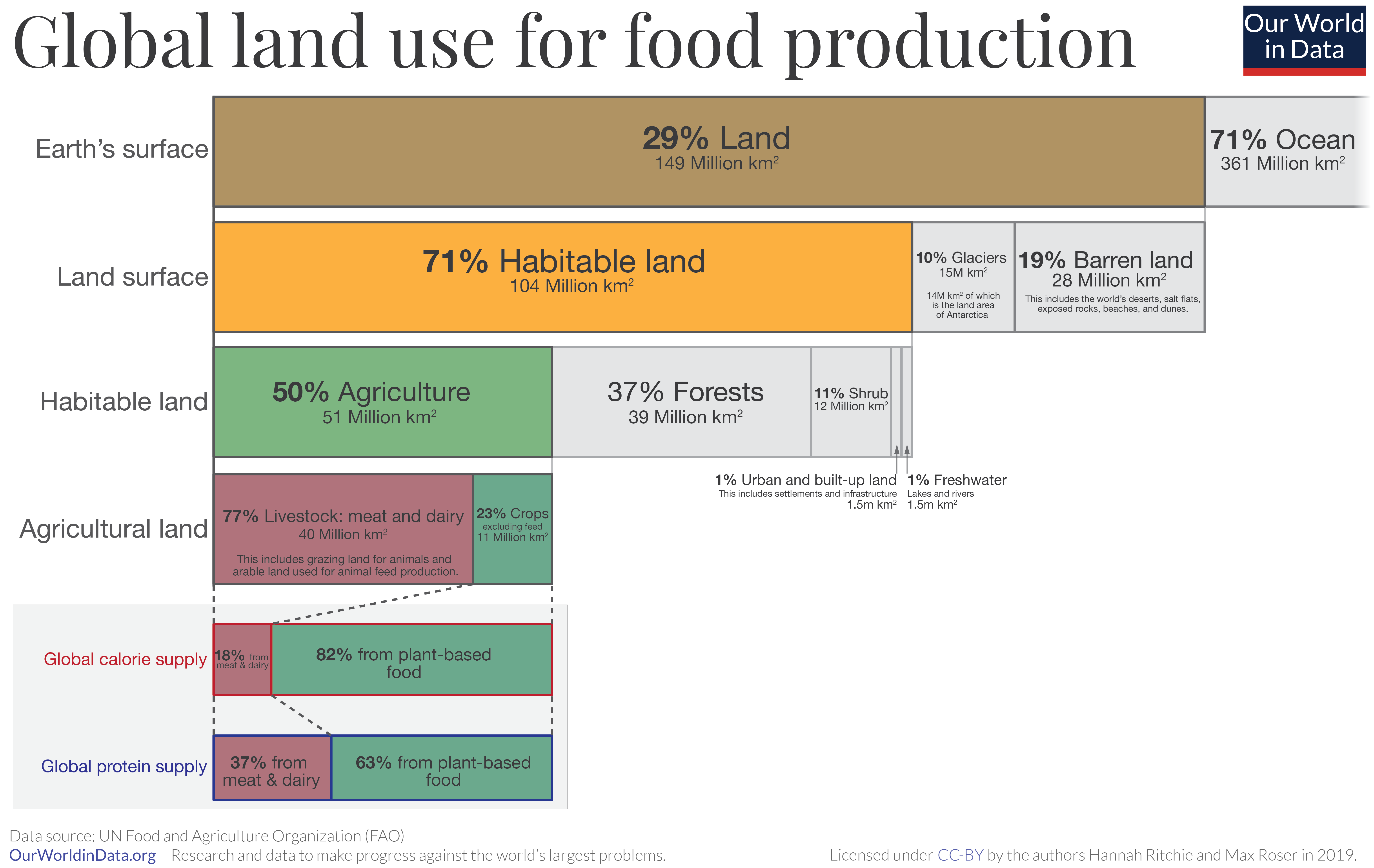
Globale Verteilung der Landnutzung

Als Landnutzung (auch Flächennutzung) wird die Art der Inanspruchnahme von Böden und Landflächen (Teilen der festen Erdoberfläche) durch den Menschen bezeichnet. Auch die Abgrenzung zu  Landverbrauch ist unscharf und weist Schnittmengen auf. Bei speziell landwirtschaftlicher Nutzung (von Acker- und Weideland) spricht man auch von Bodennutzung, während die forstwirtschaftliche Bodennutzung sich auf einen Forst oder Wirtschaftswald bezieht. Gelegentlich wird der Begriff Bodennutzung auch synonym zu Landnutzung verwendet.
Die verschiedenen Nutzungsarten von Land- und Forstwirtschaft, Industrie, Siedlungswesen, Verkehr, Brachland usw. – die z. B. in Deutschland Anteile von 55 %, 29 %, 11 % und 5 % ausmachen – werden in Form einer schematischen Klassifizierung erfasst, die in Industrieländern relativ genau und aufwendig erfolgt und etwa 20 bis 50 Klassen umfasst, während sich Entwicklungsländer auf etwa 10 bis 15 Nutzungsklassen beschränken.
Die Art der Boden- und Landnutzung hat sich in Europa seit dem Mittelalter durch die Industrialisierung merklich gewandelt und ist seit der Mitte des 20. Jahrhunderts zunehmend zum Thema der Raumplanung geworden. Sowohl in den Verdichtungsgebieten als auch im ländlichen Raum ergeben sich Nutzungskonflikte aus der Überlagerung und Konkurrenz unterschiedlicher Nutzungsarten sowie ihren direkten und indirekten Auswirkungen. Neben dem menschlichen Alltag, den kulturräumlichen Strukturen und der Wirtschaft ist auch der Naturhaushalt betroffen, insbesondere der Boden- und Wasserhaushalt, lokales Klima, Ökosystem und Artenvielfalt, z. B. durch die nutzungsbedingten stofflichen und strukturellen Belastungen. Gleichzeitig nimmt die Bedeutung ländlicher Gebiete als Ausgleichsraum der urbanen Räume und durch Auslagerung städtischer Funktionen ins Umland zu. Daher ist eine periodische Feststellung der Landnutzung und ihrer Veränderungen erforderlich.
Die Erfassung der Landnutzung ging historisch meist von der Finanzverwaltung aus (Ertrags- und Grundsteuer), während sie heute eine interdisziplinäre Aufgabe ist, zu der vor allem die Landwirtschaft, die Geographie, die Geodäsie und Fernerkundung sowie die Raumplanung beitragen, in geringerem Maß Bodenkunde, Forstwirtschaft, regionale Agrarpolitik und staatliche Agrarförderung.

## Aktuelle und historische Zahlen für Deutschland
Das Umweltbundesamt berechnete bei der Erhebung vom 31. Dezember 2015 folgende Flächennutzung in Deutschland:
- 51,6 % landwirtschaftliche Fläche
- 30,6 % Waldfläche
- 13,7 % Siedlungs- und Verkehrsfläche
- 2,4 % Wasserfläche
- 1,7 % sonstige Flächen

Vergleichend dazu die Veränderungen zur Erhebung von 1936 (Deutschland in den damaligen Grenzen):
- 43,6 % Ackerland
- 27,3 % Wald
- 17,4 % Wiesen und Weiden
- 4,9 % Wege, Wasser und Eisenbahn
- 3,8 % Ödland
- 1,4 % Siedlungsfläche

Anmerkung: Auffällig starke Veränderungen gab es im Bereich der Siedlungs- und Verkehrsflächen. Inklusive der annähernd gleich gebliebenen Wasserflächen, stiegen diese um das 2,5-Fache. Zu berücksichtigen ist, dass die Bevölkerungszahl „nur“ um etwa 26 % im gleichen Zeitraum gestiegen ist. Die Verkleinerung der Staatsfläche von Deutschland ist dagegen in dieser Verhältnisaufstellung von untergeordneter Bedeutung.

## Intensive/Extensive Landnutzung
Bei der Unterscheidung nach der Intensität der Flächennutzung bestehen fließende Übergänge zwischen beiden Formen, denn jede Landnutzung weist einen eigenen Grad an Intensivierung auf.
intensive Landnutzung
Bewirtschaftungsformen mit verschiedenen (kosten)intensiven Investitionen und Maßnahmen zur Melioration der Flächen und Steigerung des Bodenertrags wie:
- dichtes Wegenetz
- Anlegung einer effektiven Ent- und Bewässerung
- starker Einsatz von Düngemitteln
- Flurbereinigungmaßnahmen
- starker Maschineneinsatz
- Einsatz von Pflanzenschutzmitteln und leistungsfähigen Sorten
- oft hoher Grad an Spezialisierung

Beispiele: Konventionelle Landwirtschaft, Gewächshausanbau, Massentierhaltung, die meisten Plantagen, Reisterrassen
extensive Landnutzung
Die Nutzung von Landflächen mit nur geringen bis fehlenden Geldinvestitionen in Flächen wie:
- geringer bis fehlender Düngemitteleinsatz
- viel Einsatz von Handarbeit, schonende Bodenbearbeitung
- Kleinparzellige Strukturen
- Anbau traditioneller Sorten
- Verzicht auf Pflanzenschutzmittel
- oft hohe Vielfalt an Betriebsfeldern

Beispiele: viele traditionelle Landnutzungssysteme (aber nicht alle), Wanderfeldbau, Dreifelderwirtschaft, Plenterwald, Almen, mobile Weidewirtschaft, Nomadismus.
nachhaltige Landnutzung
Nachhaltige Landnutzung ist die Nutzung von Flächen in einer Weise, bei der die wesentlichen Eigenschaften, die Stabilität und die natürliche Regenerationsfähigkeit der Flächen bewahrt bleibt. Viele traditionelle (nicht alle) und einige intensive Landnutzungen gelten als nachhaltig.
Nachhaltigkeit ist das wesentliche Ziel der biologischen Landwirtschaft, das u. a. durch Ausschluss von Kunstdünger und Gentechnik, Schonung des Grundwassers, Belassung natürlicher Feldraine und Böschungen oder Gewässerrückbau erreicht werden soll.

## Nutzungsklassen
In Europa wird die Landnutzung seit etwa 1800 terrestrisch (durch systematische Begehung) erfasst – z. B. in Deutschland und Österreich-Ungarn im Zuge der Steuer- und Landesvermessung als „Kulturklasse“. Sie geht seit damals auch in die Steuerbemessung ein und wird seit den 1970er Jahren zunehmend durch Satelliten- und Remote-sensing-Methoden ergänzt bzw. verfeinert.
Mitte der 1980er Jahre wurde die Klassifizierung der Landflächen (allerdings Bodenbedeckung) auf eine EU-weit einheitliche Typisierung umgestellt und aktualisiert. Im Rahmen des CORINE-Programms werten Experten in jedem Mitgliedsland der EU digitale Satellitenbilder aus. Die Daten werden in einem Geoinformationssystem (GIS) aufbereitet und liegen nun als digitale Karten etwa im Maßstab 1:100.000 vor.
Die 13 Hauptklassen der Bodenbedeckung (landcover), die für alle EU-Länder den Rahmen bilden, sind:
- Siedlungsflächen (inkl. Verkehrsflächen)
- Ackerflächen
- Dauerkulturen
- Grünland
- Laub- und Mischwald
- Nadelwald
- Alpine Matten
- Latschen, Krummholz
- Felsflächen
- Spärliche Vegetation
- Gletscher
- Feuchtflächen
- Wasserflächen.

Eine ganz andere Klassifizierung ist das LCCS (Land Cover Classification System), welches die Ernährungs- und Landwirtschaftsorganisation FAO als globalen, aber nur groben Rahmen vorgeschlagen hat. Von den acht Hauptklassen beziehen sich je vier auf (un-)kultivierte Landflächen bzw. auf (un-)kultivierte Wasserflächen. Auch dieses System ist – vor allem für Ackerflächen – feiner unterteilbar.

## Landnutzungsänderungen

### Direkte und indirekte Landnutzungsänderung
Im Kontext der agrarischen Landnutzung, insbesondere beim Anbau von Energiepflanzen zur Erzeugung von Agrarkraftstoffen, wird zwischen direkter und indirekter Landnutzungsänderung (direct Land Use Change, kurz dLUC, bzw. indirect Land Use Change oder iLUC) unterschieden. Erstere bezeichnet die Umwandlung von Land, das vorher nicht für den Anbau von Feldfrüchten genutzt wurde, in Anbauflächen von Pflanzenrohstoffen. Die indirekte Landnutzungsänderung beschreibt den Effekt, dass für den Anbau von Energiepflanzen Flächen genutzt werden, die ursprünglich für die Erzeugung von Nahrungsmitteln bestimmt waren. Somit steigen einerseits die Lebensmittelpreise aufgrund einer Angebotsknappheit und andererseits findet eine Verdrängung der Nahrungs- und Futtermittelproduktion statt, für die dann neue Flächen landwirtschaftlich erschlossen werden müssen.
Seit dem Inkrafttreten der Erneuerbare-Energien-Richtlinie (2009/28/EG), die vorsieht, ab 2020 mindestens 10 Prozent der fossilen Kraftstoffnachfrage durch regenerative Energien zu ersetzen, werden so genannte Biotreibstoffe in der EU über gesetzliche Beimischungsquoten, Steuervergünstigungen und Subventionen stark gefördert. Für den Einsatz der Biokraftstoffe wurde vor allem der Klimaschutz angeführt. Kritiker weisen jedoch auf die durch iLUC verursachten Treibhausgasemissionen hin (z. B. durch die Regenwaldrodung für Ölpalmplantagen zur Produktion von Biodiesel) und es wird diskutiert, ob und inwieweit diese so genannten iLUC-Faktoren auf die für die Produktion von Biotreibstoffen verwendeten Rohstoffe und deren Herkunft angerechnet werden sollen. Das Institute for European Environmental Policy kommt zu dem Ergebnis, dass der zusätzliche Bedarf von 15,1 Millionen Tonnen Rohöleinheiten Biotreibstoff bis 2020 (im Vergleich zu 2008) zu einer indirekten Landnutzungsänderung von 4,1 bis 6,9 Millionen Hektar führen würde (eine Fläche knapp größer als die Niederlande bzw. etwas kleiner als Irland).
Die Europäische Kommission hat in diesem Zusammenhang mehrere Studien über indirekte Landnutzungsänderungen und deren Berücksichtigung in Auftrag gegeben, deren überarbeitete Versionen später teilweise nach öffentlichem Druck veröffentlicht wurden. Die Studien kommen zu dem Ergebnis, dass indirekte Landnutzungsänderungen einen deutlichen Einfluss auf die Klimabilanz von Biokraftstoffen haben. Besonders Biodiesel aus Pflanzenölen wie Palmöl, Raps und Soja kann unter Umständen mehr Kohlenstoff freisetzen als fossiler Diesel. In Reaktion auf die Ergebnisse sollen Biotreibstoffe wie das in Deutschland verkaufte E10 ab 2020 nicht mehr von der EU subventioniert werden.

### Ausmaß und Kartierung

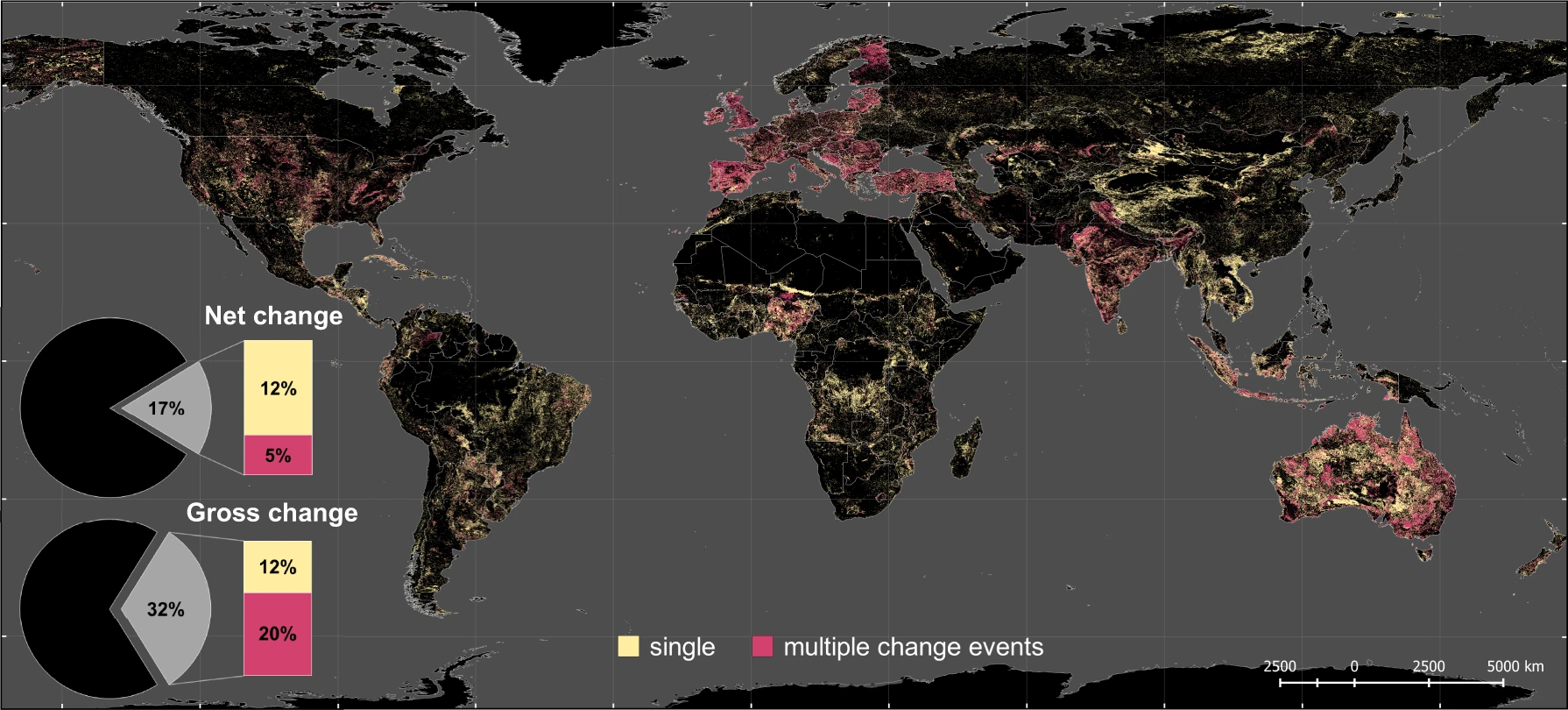
Anteil an der Gesamtlandfläche ohne und mit Berücksichtigung mehrfacher Änderungen zwischen sechs Hauptkategorien der Landnutzung/Bodenbedeckung (Stadtgebiet, Ackerland, Weideland/Rangeland, Wald, unbewirtschaftetes Gras-/Buschland, nicht/spärlich bewachsenes Land) von 1960 bis 2019.

Landnutzungsänderungen seit 1960 betreffen laut einer Studie 17 % der Landfläche. Wenn mehrmalige Änderungen berücksichtigt werden, sind es 32 %, „etwa das Vierfache“ früherer Schätzungen. Die Forscher untersuchten auch die Ursachen und identifizierten dabei den Landwirtschaft-beeinflussenden internationalen Handel als Haupttreiber.

### Auswirkungen
Landnutzungsänderungen haben Auswirkungen auf den Klimawandel, die Nahrungsmittelsicherheit und die Biodiversität.

### Flächenverbrauch
Bei der Umwandlung von Gewässern, landwirtschaftlichen Flächen und Waldflächen in Siedlungs- und Verkehrsflächen spricht man von Flächenverbrauch. In Deutschland war eine Verringerung des jährlichen Flächenverbrauchs auf 30 ha pro Tag bis zum Jahr 2020 eines der Ziele der Nachhaltigkeitsstrategie. Der Flächenverbrauch hat auch Auswirkungen auf die Artenvielfalt und den Klimawandel, zudem sind unmittelbare Folgen für das Landschaftsbild mit ihm verbunden.

### Landverbrauch
In der globalen Betrachtung wird der Verlust von biologisch produktiven Flächen häufig auch mit dem Begriff Landverbrauch beschrieben. Hierunter fällt auch das Problem, dass auf Anbauflächen oder Abbauflächen Produkte für den Export erzeugt werden, wobei die einheimische Bevölkerung in keiner Weise profitiert. Der Begriff Landverbrauch steht in enger Beziehung zu dem Modell des ökologischen Fußabdrucks.

## Landnutzung und Klima
Global werden drei Viertel der eisfreien Landoberfläche vom Menschen genutzt. Große Teile der Landbedeckung Wald wurden und werden in Ackerland umgewandelt. Andere Areale werden beispielsweise durch Beweidung oder Holzernte genutzt. Die Art der Landnutzung hat einen erheblichen Einfluss auf das Erdsystem. In die Kreisläufe von Kohlenstoff, Nährstoffen und Wasser wird eingegriffen. Die Biodiversität wird in der Regel vermindert. Etwa ein Drittel des gesamten CO2-Ausstoßes im Zeitraum 1850–2000 ist auf Entwaldung zurückzuführen.